# Sándor János (orvos)
Sándor János (Nagyvárad, 1888. szeptember 23. – Nagyvárad, 1976. június 13.) erdélyi magyar orvos és orvosi szakíró. Sándor István apja.

## Életútja
Iskoláit szülővárosában, a Premontrei Főgimnáziumban végezte (1905). Egyetemi tanulmányait Budapesten az orvosi karon folytatta, ahol 1910-ben kapott oklevelet. Ezután a budapesti Erzsébet királynő Tüdőbeteg Gyógyintézetben dolgozott. Külföldi tanulmányutak (Svájc, Németország) után a gyulai József Tüdőszanatórium orvosa lett. Innen hívták be katonai szolgálatra.
1918-tól Nagyváradon folytatott orvosi gyakorlatot belgyógyászként, az Irgalmas Rend Kórházban. Az 1930-as évek végén került át a városi tüdőszanatóriumhoz, amelynek a második világháború után igazgató-főorvosa volt. 1929-ben megalapította a Szabad Egyetem Egyesületet, ahol színvonalas ismeretterjesztő előadásokat tartott és nyelvtanfolyamokat szervezett, amíg az 1930-as években, politikai nyomásra, be nem kellett szüntetnie közhasznú tevékenységét. Tagja volt az Országos Orvosi Szövetségnek, az orvosi kamara ötös tanácsának, a helyi Orvosi, Gyógyszerészeti és Természettudományi Egylet vezetőségének.

## Kutatói, szakírói munkássága
Kutatási területe főleg a tuberkulózis kezelése volt. Több dolgozatát hazai (Praxis Medici, Erdélyi Orvosi Lap) és külföldi (Budapesti Orvosi Újság, Medizinische Klinik, a londoni Lancet) szaklapok közölték.
Önálló kötetben jelent meg A tüdővész és nemibetegségek elleni védekezés című tanulmánya 1928-ban Nagyváradon.